# Myron van Eleutherae

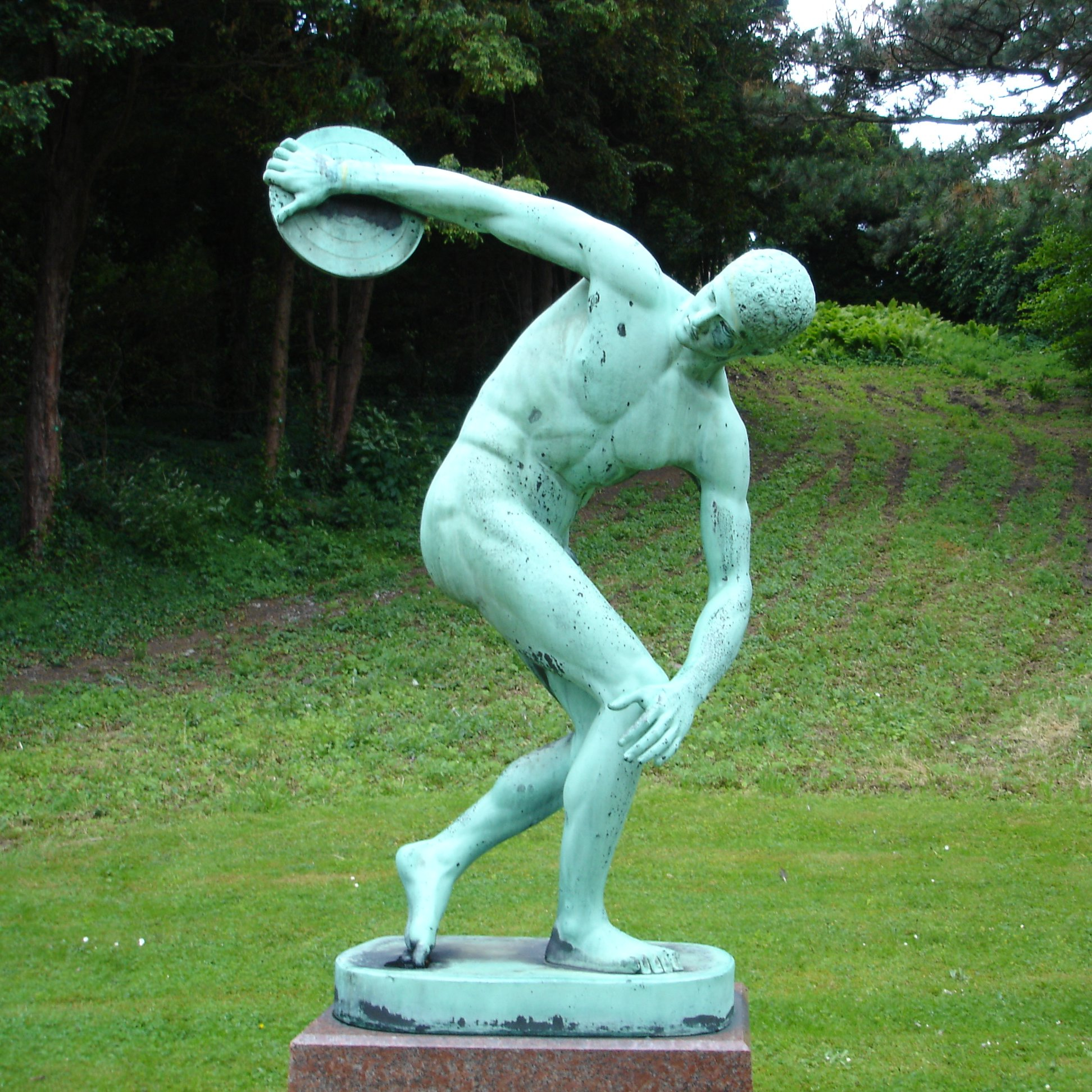
De discuswerper van Myron, in de Botanische tuin van Kopenhagen.

Myron van Eleutherae (Oudgrieks: Μύρων) was een Griekse beeldhouwer en bronsgieter uit het midden van de 5e eeuw v.Chr. Hij werd geboren in Eleutherae, op de grens tussen Boeotië en Attica.

## Leven
Er is weinig bekend over het leven van Myron. De meeste beweringen zijn bovendien slechts veronderstellingen. Wat we wel zeker weten is dat Myron geboren is in het Attisch-Boeotisch grensgebied Eleutherae in het eerste jaar van de vierde eeuw voor Christus. Er wordt verondersteld dat hij opgroeide in de bergen en een pastorale jeugd had. Een eerste (vergaande) conclusie die sommige vorsers maken, is dat Myron zelf een discuswerper moet zijn geweest om de “Diskobolos” met een dergelijke precisie te kunnen weergeven. Anderen beweren dat hij ook moet deelgenomen hebben aan Dionysusdansen wegens de nauwkeurigheid van het uitbeelden van deze dansen, bijvoorbeeld “Athena en Marsyas”. Maar deze conclusies zijn wellicht te verregaand om uit beeldhouwwerken af te leiden. Zijn vader was vrijwel zeker geen kunstenaar. Hij is zeker in Athene en Thebe geweest en hij was een tijdgenoot van Kalamis. Hij heeft een school opgericht en was duidelijk een inspiratiebron voor vele andere kunstenaars. Zo herkennen we typische stijlelementen van Myron in de “Thésée” van Phidias, de “Diadoumenos” van Polykleitos en in de “Hermes” van Praxiteles. Naast een positieve relatie met andere beeldhouwer-kunstenaars had hij ook enkele rivalen, zoals Polykleitos en Praxiteles.

## Werken
Myrons bekendste werk is de “Diskobolos” (Discuswerper). Het origineel is verloren gegaan, maar men bewaart een kopie in het Thermenmuseum in Rome. Het oorspronkelijke beeld is vrijwel zeker van brons gemaakt. Delen ervan werden gevonden in 1906 onder de resten van een antieke villa in het Italiaanse Castel Porziano. Het beeld is een getuige van de beweeglijkheid waarom Myron bekend staat. In de vierde eeuw voor Christus geeft men atleten weer tijdens, voor of na de oefening. De “Diskobolos” is een voorbeeld van een atleet in volle actie. We zien het moment dat de discus zal wegvliegen uit zijn hand. De proporties zijn perfect, net zoals de bewegingen en de spieren. Dit bewijst dat Myron zeer goed kon observeren en ook een vaste en zekere hand had. Het hoofd van het beeld is wellicht dat van een echte atleet uit zijn tijd. Dit is zo bij veel beelden van atleten. Geen enkel trekje of blessure in het gezicht valt te bespeuren. Maar het hoofd van deze atleet is door zijn korte haar, massiviteit en asymmetrie helemaal niet ideaal. Dit komt overeen met het atleetzijn en is dus een bewijs van natuurgetrouwheid. Het gezicht is eveneens rustig want we zien geen enkele samengetrokken spier. Dit kan een eventuele voorstelling zijn van het ideale mannelijke gezicht volgens Myron. We kunnen deze bewering staven door dezelfde kenmerken die voorkomen bij andere mannelijke beelden van Myron, zoals de “Marsyas” in het Lateranenmuseum.
Dit beeld is opnieuw een weergave van een snelle fase uit een beweging. Ook hier vallen de echtheid en de naturel duidelijk op. Het beeld is verbaasd en mysterieus. Deze keer getuigt het expressief hoofd van dezelfde gevoelens als de houding van het lichaam. Dit is de eerste keer (na de archaïsche glimlach) dat men een poging tot dit genre opmerkt.
Een ander bewijs dat Myron wel degelijk de ‘meester van de beweging’ is, kan de “Dronken lelijke heks” zijn. Ook hier beeldt Myron een moeilijke houding natuurgetrouw af.
Myron heeft meerdere beelden gemaakt van Heracles. Maar hij heeft er nooit zoveel kunnen maken als er kopieën zijn gevonden. De werken die wij kennen zijn dan ook vooral kopieën. Hierdoor hebben we geen exact beeld van Myron zijn weergave omdat kopiisten vaak hun eigen accenten gaan leggen. Zo zijn de hoofden van de kopieën in Rome veel gedetailleerder. (bijvoorbeeld “Hygieia”) Bovendien worden niet alle finesses van het origineel (bijvoorbeeld hoofd- en baardhaar) bewaard en gaat men de kopie ‘moderner’ maken.

## Stijl en techniek
Zoals eerder al vermeld, wordt Myron de ‘Meester van de beweging’ genoemd. Myron werkte in een tijd na een periode van simpele monotone beelden. Zijn beelden getuigen van inspanning om de beweging zo goed mogelijk weer te geven. Hij staat voor vernieuwing en gedurfdheid. Zijn uitzonderlijke houdingen en geweldige bewegingen zijn het tegenovergestelde van wat het publiek toen gewoon was. We mogen uiteraard Kritios en Nesiotès en de groep van Tyrannicides niet vergeten, maar hun gebaren zijn op basis van gevoelens en alle houdingen zijn rustfases, terwijl Myron zijn beelden in volle actie zijn. Volgens de Grieken is de beeldhouwkunst ontstaan om vorm te geven aan de eigen ideeën van goddelijke vormen uit dromen.
Wanneer we de onderwerpen bekijken die Myron hanteert, dan valt de grote variëteit op. Hij haalt inspiratie uit zowel het dagelijks leven met vooral dieren, zoals de “Bronzen koe”, als uit de godenwereld, waarbij hij de goden statig en met hun attributen gaat weergeven, bijvoorbeeld “Asklepios” (Sint-Petersburg), “Neptunus” en “Mercurius” (beide Vaticaan).
Een ander stijlkenmerk van Myron is de manier waarop hij haren weergeeft. Anders dan zijn voorgangers gaat Myron dit gracieus, verfijnd en vol lichtheid doen. Dit heeft de antieken dan ook verbaasd.
Myron maakte aanvankelijk 3D-reliëfs en evolueerde naar volledig losstaande beelden. Die maakte hij eerst in hout en dan een conversie van het model in een vorm. Hij gebruikte Aeginetisch brons voor zijn beelden, in tegenstelling tot een van zijn grootste rivalen, Polykleitos, die Delisch brons gebruikte. Sommige vorsers beweren dat zij dit bewust deden om zich van elkaar te onderscheiden. Ten slotte moet nog vermeld worden dat Myron een vrije hellenistische stijl gebruikt.

## Reacties van tijdgenoten
Myron heeft zowel voorstanders als tegenstanders. Dat hij door een aantal geliefd is, blijkt uit het werk van een aantal kunstenaars voor wie hij als inspiratiebron gold (zie boven), bijvoorbeeld voor vaasschilderingen. Zo is er een oinochoe die Athene en Marsyas toont en mogelijk gebaseerd is op de gelijknamige beelden van Myron. Door zijn vernieuwende stijl, met de nadruk op beweging, verbaast hij de antieken.
Maar Myron had ook tegenstanders. Zo was Plinius negatief over het haar van de “Diskobolos” dat op een vernieuwende manier door Myron is weergegeven. Cicero vindt dat Myron nog niet de natuurlijke waarheid weergeeft, zoals zijn grote rivaal Polykleitos dat wel deed. Quintilianus beschreef Myrons werk als onnatuurlijk en vreemd. Hij zou in zijn ‘De Institutione Oratoria' de Discobolos wel verdedigd hebben op grond van een nieuw en moeilijk werk. Dit laatste is wellicht de hoofdreden van de negatieve kritiek op Myrons werk. Zijn tijdgenoten waren gewend aan simpele beelden in een rustpositie en moesten wellicht nog wennen aan Myrons vernieuwende stijl. In de loop van de geschiedenis blijkt dat vernieuwing altijd kritiek oproept, zowel negatief als positief.
- International Standard Name Identifier: 0000 0000 9863 5127
- Library of Congress Control Number: n85116992
- Nationale Bibliotheek van Tsjechië: jo20191050863
- Nationale Bibliotheek van Israël: 987007273355405171
- Système universitaire de documentation: 166592749
- Union List of Artist Names: 500120889
- Virtual International Authority File: 146218593